# InterCity-Express
InterCity-Express (staro ime InterCityExpress) ili skraćeno ICE  je vlak velikih brzina Njemačkih željeznica.

## Razlike između serija
| ICE (općenito): | svjetlosivo lakiranje s crvenom linijom |  |
| ICE 1:          | dvije pogonske glave i srednišnji nepogonjeni vagoni; vagon-restoran i bistro-vagon s povišenim krovom; |  |
| ICE 2:          | jedna pogonska glava i jedan vagon upravljačnica s odjeljkom za putnike; Vagon-restoran i bistro-vagon imaju istu visinu krova kao preostali vagoni |  |
| ICE 3:          | nema pogonske glave, već je cijeli motoriziran. Krajnji vagon s okruglim staklom na čelu i "Lounge" (Odjel za putnike s pogledom na tračnice, Trafo-vagon s pantografom (nema pogona) |  |
| ICE T/TD:       | kao ICE 3, samo: strmiji "nos"; Pantograf (T) ili aerodinamičko prekrivanje (TD) kočionih otpornika na zadnjem vagonu. TD je turbodiesel verzija, za razliku od ostalih električnih verzija. |  |
| ICE T2:         | sličan kao ICE T serija 1 |  |
| ICE V:          | ljubičasta, široka traka se nalazi dublje; Logotip Njemačkih Željeznica i privremeni ICE-Logotip; Pogonske glave su veće od središnjih vagona i "nos" im je okrugliji |  |
| ICE S:          | "stara" pastelnoljbičasti/orientalnocrvena linija ide prema srednjem vagonu 1 i 3 u žutom/plavom (Željeznička boja žuta za radno vozilo); ICE natpis u sivom i s dodatkom "S" u bijeloj boji; sive isprekidane linije i žuta linija koji tvore zavijeni diagram 2; Vodiči visoke struje na prijelazima vagona; Najveća brzina 330 km/h umjesto 280 km/h |  |

ICE S i ICE V nisu vlakovi za linijsku uporabu. To su mjerni vlakovi i specijalna vozila za ispitivanje karakteristika pruge.

## Podserije za izvoz u druge zemlje
- Velaro, baziran na ICE 3 seriji, multisustavna podrška napona napajanja (15 kV AC, 25 kV AC, 1.5 kV DC, 3 kV DC), podržava ETCS
  - (Velaro E podserija - Španjolska)
  - (Velaro RUS podserija - Rusija, zamijenit će propali projekt Sokol-250).
  - (Velaro CN (CRH3) podserija - Kina)

- Venturio - koncept baziran na Velaro tehnologiji, koji će se koristiti kod Railjeta.

## Vanjske poveznice
- Deutsche Bahn